# Utrechtse Epigrammen
De Utrechtse Epigrammen zijn een verzameling korte gedichten die Constantijn Huygens schreef tijdens zijn dienstreis in december 1648 - januari 1649 naar Aurich in Oost-Friesland. Hij was op dat moment in dienst als secretaris van prins Willem II van Oranje-Nassau.

## Aanleiding
Tussen Oost-Friesland en de Republiek bestonden in die tijd nauwe banden; in enkele Oost-Friese steden hadden de Staten-Generaal zelfs een Staatsgarnizoen. Na het overlijden van de Oost-Friese vorst Ulrich II in 1648 bleek dat Ullrich tot voogden over zijn kinderen had aangesteld: prins Willem II, Christiaan Lodewijk, de hertog van Brunswijk-Lunenburg en Adolf Frederik, de hertog van Mecklenburg. De laatste twee trokken zich echter terug en zo werd Huygens naar Aurich gestuurd om Ullrich's weduwe te condoleren en met haar over de verschillende aangelegenheden te spreken met namen over de opvoeding van haar oudste zoon, voor wie zij de regering waarnam, Enno Lodewijk, die verloofd was met 1 van de dochters van Frederik Hendrik en sinds 1641 aan het hof van de stadhouder vertoefde.

## Epigram I
In Cathedralis Templi nomen vernaculum.
  Unde Domus fornix sublimibus alta columnis
    Dicitur, unde vetus marmora nomen habent?
  Haeresin et vitium verbis super astra petitis
     Quae domat, heac domitrix est domus, haec Domini est.
Vertaling:
Op de naam, die de Utrechters zelf aan de Kathedrale Kerk geven.

Waarom wordt de Dom, dat gewelf, hoog geheven door rijzige kollomen,
zo genoemd, waaraan ontleent dat marmer zijn aloude naam?
Zij die ketterij en slechtheid beteugelt (domat) met woorden, ontleend
aan het rijk boven de sterren, die beteugelaarster (domitrix) is een 
dom (domus), die is van de Heer (Domini).
Van de hand van Huygens is nog een epigram bekend over de Dom.
Cathedrale Templum, denuo S. Matino sacrum.
  Non hoc Martini, falsi nec fallite fanum est.
    Ille, sed exiguo munere, largus erat.
  Mutemus titulos: posthac, me judice, si quis
    Omnibus immense dona dat, Hujus erit.
Vertaling:
De Kathedrale kerk, opnieuw aan St. Maarten gewijd.

Deze tempel (fanum) is niet van Martinus, maakt ons niets wijs (nec fallite).
Hij (Martinus) was vrijgevig, maar had slechts weinig te bieden. Laten we de 
titel van de kerk veranderen: als iemand aan allen met onuitputtelijke
vrijgevigheid goede daden geeft, dan behoort, dunkt me, in het vervolg de kerk
van Hem te zijn.

## Epigram II
In turrim ejusdem Templi
  Quam fuit helleboro dignus Babylonis ineptae
    Sive tumor, dicas, sive phrenesis erat,
Quando quod hic admiramur, si massa putatur
  Terream nec primi graminis instar habet.
Vertaling:
Op de toren van dezelfde kerk.

Hoezeer verdiende, zou je kunnen zeggen, de trots - of was
het eerder waanzin? - van het dwaze Babylon om met nieskruid
(middel tegen krankzinnigheid) behandeld te worden.
Jammer, als men bedenkt dat datgene wat we hier bewonderen,
niets meer is dan een massa aarde (baksteen als gebakken aarde, klei),
dan weegt het in schoonheid zelfs niet op tegen het eerste de beste
grassprietje

## Epigram III
Templum Buer-Kerck, cujus in coemeterio gramen succrescere negant.
  Nescio num vero similis, num proxima falso
   Gramen huic fundo detrahat historia:
  Quicquid id est, turba haec hodie miracula turbat,
    Quae tert hoc vere relligiosa solum
Vertaling:
De Buurkerk, op wier kerkhof naar men zegt geen gras groeit

Ik weet niet, of ze dichter bij de waarheid of bij de leugen staat,
de historie die verhaalt, dat op deze bodem geen gras wil groeien. 
Hoe het ook zij, heden ten dage verstoort (turbat) de menigte (turba),
die, in waarheid godsdienstig, deze bodem kaal loopt, dit wonder.

## Epigram IV
Templum D. Iohannis
  Audiat hoc omis toga: cujus nomina divi
    Illustris Fano-Bibliotheca gero,
  Mille meis de codicibus non attigit ullum,
    Et plus mille meis codicibus sapuit.

Idem
  Non hoc de nihilo est, quod opaca frondibus ulmo
    Cingor, et in Lucum versa virescit humus.
  Scilicet hoc plantatores, ut sacra Johannis
    Vox in deserto nunc quoque clamet agunt.
Vertaling:De Janskerk

Laat ieder, die de toga draag, het zich gezegd hebben zijn: de heilige
wiens naam ik, de beroemde tempel-bibliotheek, draag, heeft
van mijn ontelbare boeken er niet een aangeraakt en toch was
hij wijzer dan al mijn boeken tezamen.

Nogmaal de Janskerk.

Het is niet voor niets, dat ik omgeven ben door olmen, die mij
met hun loof in de schaduw hullen en dat de grond een groene
kleur krijgt, veranderd als hij is in bosgrond. Immers de bedoeling
van de beplanters is dat deze, dat ook nu Johannes' heilige stemt
roept in een woestijn.

## Epigram V
Templum D. Mariae, ubi Catechesis novitiis enarratur.
  Parvi est, posteritas, neque quoad post saecula narres
    Font super tenui fixa columna solo.
  Pluris haba, quod in his animas, non saxa, columnis
    Fontibus aeternis instruat ipsa salus.

## Epigram VI
Templum D. Catharinae.
  Ritibus haec olim Roma non rite petitis
    Sordescebamus marmora, deinde situ:
  Aetas excussit Romamque situmque;
    Tandem sic merui quae Katharina vocer.
Vertaling: De Catharinakerk

Omdat ik, dit marmeren gebouw hier, eertijds ten onrechte
(non rite) mij ceremoniën aan Rome verleende,
kwam ik in verval en vervolgens door verwaarlozing.
Een betere tijd heeft aan de invloed van Rome en aan de 
verwaarlozing een einde gemaakt: zodoende heb ik eindelijk
verdiend om Catharina (de zuivere) genoemd te worden.

## Epigram VII
Academia
  Si satis est vivum nasci, jam velle renasci
    Ridiculum, quando posse, supervacuum est.
  Sin Secus, et rectum est iterum de Virgine nasci,
    Quae de Patris item nata puerperio est,
  Pallada sanus ama, non illam casside torvam;
    Hanc inter Musas ora togague gravem.
  Jamque sacram venerare Deae, prae qualibet, Aedem.
    Quando ibi scis bipedes gignier, hic homines

## Epigram VIII
Domus Adriani Sexti Pontificis Ultrajecti.
  Haec Orbi, procul orbe suo patriaque remotus,
    Haec patriae Sextus, non sibi, tecta dabat.
  Pontificum est aliis habitandas aere soluto
    Tradere vel Coeli, non habitare, domos.
Vertaling: Het huis van Paus Adrianus VI te Utrecht

Ver verwijderd van zijn streek (orbe) en zijn vaderland, gaf
Adrianus VI dit huis aan de wereld (Orbi), aan zijn vaderland,
niet aan zichzelf. Het is een eigenschap van pausen, dat zij
zelf het huis des hemels tegen betaling aan anderen ter
bewoning geven, maar er zelf niet in gaan wonen.

## Epigram IX
Area Castri Vreburgi, nunc Forum equinum.
  Pacis ego quondam gessi male nomina pacis,
    Moenia sic inter moenia facta forum, est.
Vertaling: Het terrein van het kasteel Vreeburg, thans paardenmarkt

Vroeger droeg ik de naam "Vrede(burg)" ten onrechte; dat, 
zoals nu het geval is, vestingmuren (moenia) een marktplein zijn geworden
te midden van de huizen van de stad (moenia), is inderdaad een bewijs van vrede.